# Sydney (Nova Scotia)
Sydney (gäl. Baile Shidni) ist eine ehemals selbständige Stadt in Nova Scotia, Kanada. Sie gehört seit 1. August 1995 zur Cape Breton Regional Municipality.
In Sydney leben ca. 30.000 Einwohner. Im Großraum Sydney sind es ca. 38.000 Einwohner. Nach der Schließung der Stahlfabrik Sydney Steel Corporation und der Kohlenbergwerke der Cape Breton Development Corporation (CBDC, auch bekannt als DEVCO) ist die Region auf dem Weg einer Neuorientierung im Bereich Energie und Umwelt sowie Tourismus. Weiterhin wurden südlich des Stadtzentrums Call-Center eingerichtet, um einen Teil der Abwanderung von Einwohnern aufzuhalten.
Neue Impulse erhält die Stadt außerdem durch die 50–60 Passagierschiffe, die jedes Jahr am neu errichteten Pier anlegen und so mehrere Zehntausend Touristen in die Region bringen.

## Geschichte
Sydney wurde 1785 von Colonel Joseph Frederick Wallet DesBarres gegründet und nach dem damaligen britischen Innenminister Thomas Townshend, 1. Viscount Sydney benannt. Dieser ernannte Colonel DesBarres zum Gouverneur von Cape Breton Island.
Seit dem 1. August 1995 ist Sydney Teil des neu gegründeten Cape Breton Regional Municipality.

## Söhne und Töchter der Stadt
- William Connell (1827–1909), US-amerikanischer Politiker
- George Cleveland (1885–1957), Schauspieler
- Harold Joseph Connolly (1901–1980), Journalist, Premierminister der Provinz Nova Scotia
- Florence MacDonald (1909–2008), US-amerikanische Mittelstreckenläuferin
- Harold Russell (1914–2002), kanadisch-US-amerikanischer Filmschauspieler
- George Little (1920–1995), Musikpädagoge, Chorleiter und Organist
- Joseph Neil MacNeil (1924–2018), römisch-katholischer Geistlicher, Erzbischof von Edmonton
- Donald M. Schurman (1924–2013), Historiker und Hochschullehrer
- Scott Turner (1931–2009), Songwriter und Musikproduzent
- Al MacNeil (1935–2025), Eishockeyspieler, -trainer und -funktionär
- Don Palmer (1939–2021), Jazzmusiker und Hochschullehrer
- Leon Dubinsky (1941–2023), Schauspieler, Theaterregisseur, Musiker und Komponist
- Arthur McDonald (* 1943), Physik-Nobelpreisträger
- Bernie Boudreau (* 1944), Rechtsanwalt und Politiker (Liberal Party of Canada)
- Norm Ferguson (* 1945), Eishockeyspieler und -trainer
- Mayann Francis (* 1946), Menschenrechtlerin, von 2006 bis 2012 Vizegouverneurin von Nova Scotia
- Bradford Tracey (1951–1987), deutscher Pianist und Cembalist
- Stefan Wodoslawsky (* 1952), Filmproduzent, Produktionsleiter und Filmschaffender
- Kirk MacDonald (* 1959), Jazzsaxophonist
- Mike McPhee (* 1960), Eishockeyspieler
- Fabian Joseph (* 1965), Eishockeyspieler und -trainer
- Lisa Raitt (* 1968), Politikerin (Conservative Party of Canada)
- Arnaud Briand (* 1970), kanadisch-französischer Eishockeyspieler und -trainer
- Donald MacLean (* 1977), Eishockeyspieler und -trainer
- Franklin MacDonald (* 1985), Eishockeyspieler
- Adrien Dixon (* 1988), Schauspieler